# Raspenava
Raspenava là một thị trấn thuộc huyện Liberec, vùng Liberecký, Cộng hòa Séc.